# Silantoyung
Silantoyung is een bestuurslaag in het regentschap Padang Lawas Utara van de provincie Noord-Sumatra, Indonesië. Silantoyung telt 207 inwoners (volkstelling 2010).